# 瀬黒幸市
瀬黒 幸市（せぐろ こういち、1872年7月31日〈明治5年6月26日〉 - 1944年〈昭和19年〉1月24日）は、明治末期から昭和戦前期にかけて活動した日本の実業家である。長野県東筑摩郡寿村（現・松本市）出身で、家業は養蚕業。松本電灯の監査役に就任したのを機に電気事業に関係し、中央電気専務取締役や同社から派生した日本ステンレスの初代専務取締役を務めた。

## 経歴
瀬黒幸市は、明治5年6月26日（新暦：1872年7月31日）、長野県東筑摩郡寿村（現・松本市）在住の瀬黒庄平の長男として生まれた。1886年（明治19年）に県立松本中学校へ入るが1890年（明治23年）9月中途退学して上京、東京専門学校（早稲田大学の前身）で政治法律学を修めた。卒業後は帰郷し、1897年（明治30年）には家を継いだ。
養蚕業を家業とした。家業の傍ら村政に参加し、1901年（明治34年）4月寿村会議員に当選、1903年（明治36年）10月には5代目の寿村長に就任し1907年（明治40年）2月まで在任した。その後同年4月村会議員に再選されている。土地の有力政治家として嘱望され、たびたび県会議員や衆議院議員の候補者に名前が挙げられたものの政界には進出せず、家業に集中して蚕種改良に取り組み財を成す。養蚕業・農業関連の団体にも関わり、東筑摩郡農会議員・会長、東筑養蚕組合副会長・会長、東筑摩郡蚕種同業組合議長、長野県蚕種組合連合会副会長・議長、長野県蚕種同業組合議長、帝国蚕種組合理事などを務めた。
1920年（大正9年）3月、松本市の電力会社松本電灯の監査役に就任した。これが最初の会社役員就任である。2年後の1922年（大正11年）11月、松本電灯は新潟県高田市（現・上越市）の電力会社中央電気へと合併される。同年12月、中央電気で松本電灯合併に伴う増員役員の選出が行われた際、瀬黒も取締役に選ばれた。5年後の1927年（昭和2年）12月、元松本電灯社長の今井五介が中央電気社長に就いた際の異動で瀬黒は常務取締役に昇格した。この時点の経営陣は社長今井五介・副社長竹内勝蔵・専務国友末蔵・常務瀬黒幸市という顔ぶれであった。次いで1930年（昭和5年）12月、竹内死去に伴う異動で専務取締役に昇格した（専務には国友も留任）。
1934年（昭和9年）2月、中央電気は秩父電気工業（後の昭和電工）との提携により、兼営化学事業を独立させてカーバイド・フェロアロイメーカーの中央電気工業を設立する。設立に際し、会長森矗昶、社長今井真平（今井五介の長男）の下で瀬黒は芝辻正晴（秩父電気工業）とともに専務取締役に就任した。続いて中央電気では秩父電気工業技師長樋口喜六が持つ13クロムステンレス鋼製造の特許権を活かす形でのステンレス事業の起業を決定、1934年3月に日本ステンレスを設立した。設立時の経営陣は社長今井五介、専務瀬黒幸市・芝辻正晴、常務樋口喜六という顔ぶれであった。瀬黒は中央電気工業・日本ステンレス専務として東京本社に常勤した。
太平洋戦争下の1942年（昭和17年）4月、電力国家管理により中央電気は日本発送電と国策配電会社にすべての設備を移管して解散した。その後は中央電気工業・日本ステンレスの専務取締役として両社の経営に専念していたが、心労を重ねたことから発病し1944年（昭和19年）1月24日に死去した。71歳没。